# 기독교인 무슬림 민주당
라카스-기독교인 무슬림 민주당(Lakas-Christian Muslim Democrats)은 필리핀의 기독교민주주의, 이슬람민주주의, 평화주의 중도우파 정당이다. 줄여서 간단히 라카스(Lakas)라고도 한다.

## 같이 보기
- 이슬람 민주주의 정당 목록